# Linesville
Linesville est un borough situé à l'ouest du comté de Crawford, en Pennsylvanie, aux États-Unis,. En 2010, il comptait une population de 1 040 habitants.

## Démographie
Lors du recensement de 2010, le borough comptait une population de 1 040 habitants. Elle est estimée, en 2019, à 915 habitants.

### Source de la traduction
- (en) Cet article est partiellement ou en totalité issu de l’article de Wikipédia en anglais intitulé « Linesville, Pennsylvania » (voir la liste des auteurs).